# Grå løvefod
Grå løvefod Alchemilla monticola er en planteart, der tilhører Rosen-familien.
Det er hjemmehørende i Europa i Sibirien, det centrale Kina. Bestanden i Danmark er i tilbagegang er regnet som en truet art på den danske rødliste.